# Wada Shingo
Shingo Wada (sinh ngày 7 tháng 8 năm 1987) là một cầu thủ bóng đá người Nhật Bản.

## Sự nghiệp câu lạc bộ
Shingo Wada đã từng chơi cho Nagoya Grampus Eight.